# Din istoria Transilvaniei (studii)
Din istoria Transilvaniei este o carte ce cuprinde studii și articole publicate în cursul vieții sale de istoricul Ioan Lupaș (1880-1967). Doctor în filozofie, istoric, om politic, Ioan Lupaș a publicat între 1901-1962 un număr de 848 de cărți, studii și articole privind teme din cele mai diverse ale istoriei și culturii române, unde un interes precumpănitor l-a manifestat față de istoria Transilvaniei. Din istoria Transilvaniei a fost publicată postum, la Editura Eminescu în anul 1988, ca o ediție sub îngrijirea Marinei Vlasiu și prefațată de istoricul Florin Constantiniu. Cartea cuprinde 38 de studii și articole publicate de autor în răstimp de peste o jumătate de secol.

## Cuprins
- Fazele istorice în evoluția constituțională a Transilvaniei
- Voievodatul Transilvaniei în sec. XII și XIII
- Răscoala țăranilor transilvani din 1437-1438
- „Chronicon Dubnicense” despre Ștefan cel Mare
- Din relațiile Transilvaniei cu Țara Românească: activitatea cnezului Dumitru din Săliște
- Cel dintâi umanist român, Nicolae Olahus din Sibiu (1493-1568)
- Stăpânirea transilvană a lui Mihai Viteazul
- „Suveranitate” transilvană, moldoveană și munteană în veacul al XVII-lea
- Revoluția lui Horea
- Doctorul Ioan Piuariu-Molnar. Viața și opera lui (1749-1815)
- Frământări revoluționare transilvane, bănățene, moldovene și muntene în I-a jumătate a veacului al XIX-lea
- Cea mai veche revistă literară românească
- O lege votată în dieta transilvană din Cluj la 1842
- Avram Iancu
- Un martir al Transilvaniei: Stephan Ludwig Roth (1796-1849)
- Cum vedea Alexandru Papiu-Ilarian  la 1860 putința de înfăptuire a Daco-Romaniei?
- Înființarea „Asociațiunii” și conducătorii ei
- Începuturile și epocile istorice ale ziaristicei românești-transilvane
- Un capitol din istoria ziaristicei românești-ardelene: Gheorghe Barițiu
- Activitatea ziaristică a lui Andrei Mureșanu
- Un luptător fără șovăire: Valeriu Braniște
- Situația școalelor românești din Ardeal și Țara Ungurească
- Björnstierne Björnson, ca apărător al popoarelor subjugate din fosta Ungarie
- Liceul Andrei Șaguna din Brașov
- Virgil Onițiu
- Andrei Bîrseanu
- Dr. Alexandru Bogdan
- Întemeietorul pedagogiei herbartiene la români: Ioan Popescu
- Onisifor Ghibu
- Foștii elevi ai liceului Andrei Șaguna din Brașov
- Princeps poetarum
- Profesorul Sextil Pușcariu
- Dr. Atanasie M. Marinescu
- Dr. Ion Sîrbu
- Iubite coleg[[ [Silviu Dragomir ] ]]
- Ion Agârbiceanu
- La un popas
- Scriitorii și Adunarea de la Alba-Iulia